# Anna e il re del Siam (film)
Anna e il re del Siam (Anna and the King of Siam) è un film del 1946 diretto da John Cromwell. Tratto dall'omonimo romanzo di Margaret Landon, è ispirato alla vita di Anna Leonowens, che fu l'istitutrice dei figli del re del Siam (l'attuale Thailandia).
Dal libro di Landon sono stati tratti altri adattamenti cinematografici, tra cui nel 1956, il film musicale Il re ed io diretto da Walter Lang e interpretato da Yul Brynner e Deborah Kerr e, nel 1999, Anna and the King di Andy Tennant con Jodie Foster e Chow Yun-Fat.

## Trama
Rimasta vedova, la governante inglese Anna giunge a Bangkok, alla corte del Re del Siam, per educare i suoi 67 figli. La donna riesce a influenzare l'azione politica del dispotico regnante e lo incoraggia nell'opera di riassetto del Paese. Dopo la morte accidentale del figlioletto che Anna aveva portato con sé, la donna lascia il Siam.

## Produzione
Il film fu prodotto dalla Twentieth Century Fox Film Corporation (con il nome Twentieth Century-Fox Film Corporation). Venne girato in California, al Los Angeles County Arboretum & Botanic Garden al 301 N. Baldwin Avenue di Arcadia e nello Stage 2, 20th Century Fox Studios al 10201 Pico Blvd., Century City.

## Distribuzione
Distribuito dalla Twentieth Century Fox Film Corporation (con il nome Twentieth Century-Fox Film Corporation), il film in prima a New York il 20 giugno 1946. In Italia, con il titolo Anna e il re del Siam, uscì il 4 aprile 1947. Negli Stati Uniti, il film incassò 3.500.000 dollari.
È stato presentato in concorso al Festival di Cannes 1946.

## Riconoscimenti
- 1947 - Premio Oscar
  - Migliore fotografia a Arthur C. Miller
  - Migliore scenografia a Lyle R. Wheeler, William S. Darling, Thomas Little e Frank E. Hughes
  - Nomination Miglior attrice non protagonista a Gale Sondergaard
  - Nomination Migliore sceneggiatura non originale a Sally Benson e Talbot Jennings
  - Nomination Miglior colonna sonora a Bernard Herrmann